# Arachnopusia laticella
Arachnopusia laticella är en mossdjursart som först beskrevs av Ferdinand Canu och Ray Smith Bassler 1929.  Arachnopusia laticella ingår i släktet Arachnopusia och familjen Arachnopusiidae. Inga underarter finns listade i Catalogue of Life.